# Cethosia cydippe
Cethosia cydippe är en fjärilsart som beskrevs av Carl von Linné 1763. Cethosia cydippe ingår i släktet Cethosia och familjen praktfjärilar. Inga underarter finns listade i Catalogue of Life.

## Bildgalleri

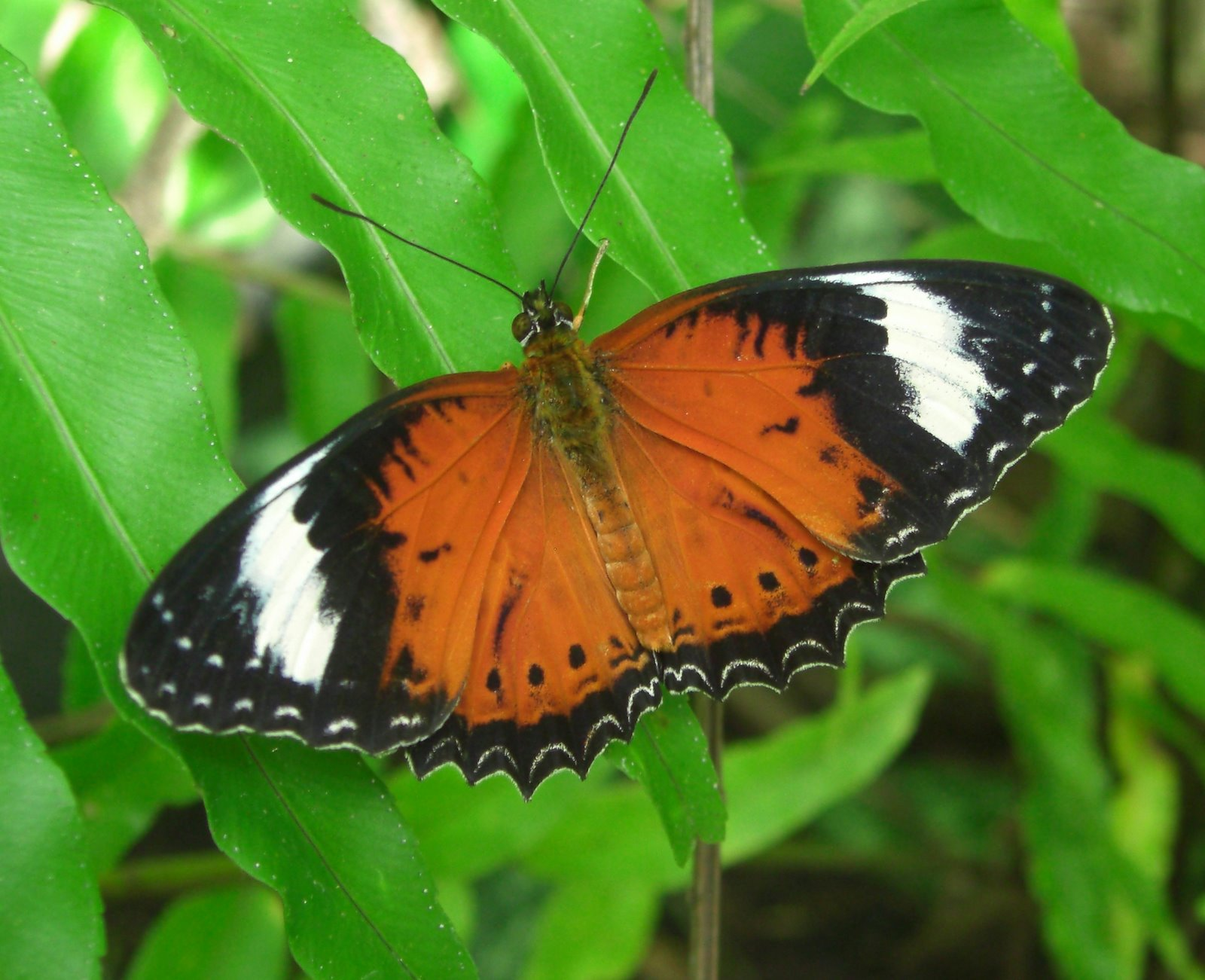
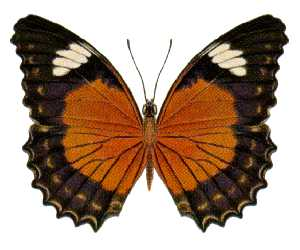
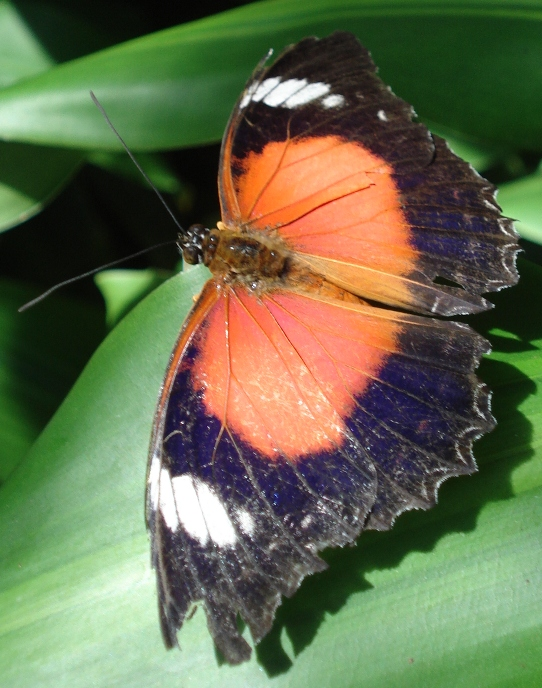
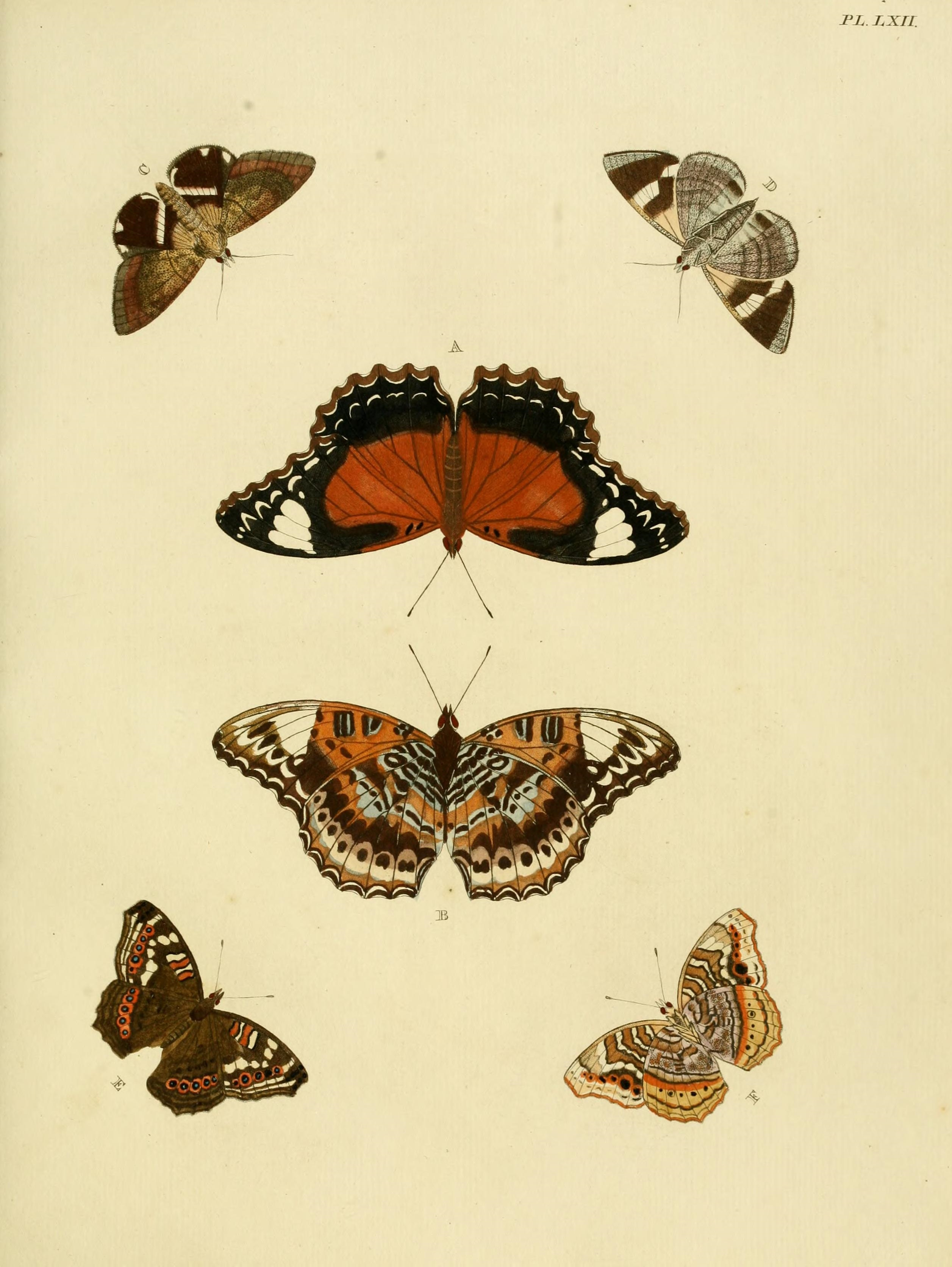